# Artigarvan
Artigarvan es una localidad situada en el distrito de Derry City y Strabane, en el condado de Tyrone, Irlanda del Norte (Reino Unido). Según el censo de 2021, tiene una población de 791 habitantes.